# Налог на шляпы
Налог на шляпы (англ. Hat tax) — один из видов налогов (налог на роскошь) в Великобритании в XIX веке.
Налог взимался в период с 1784 по 1811 годы, его целью было увеличение доходов правительства и он предполагал дифференциацию по уровню дохода мужского населения страны.

## История
Акцизный налог на мужские шляпы в Великобритании в 1783 году ввёл премьер-министр Уильям Питт. Налог уплачивался с каждой покупки, соответственно, бедные слои населения, не имеющие возможности иметь много шляп, платили немного, а с тех, кто мог себе позволить много шляп — взималась гораздо бо́льшая сумма. Продавцы шляп должны были иметь лицензию на продажу, стоимость которой варьировалась от 2 фунтов в год для жителей Лондона до 5 шиллингов в год для других местностей. Внутри шляп на подкладке ставилась специальная отметка (печать), свидетельствующая о том, что её владелец уплатил налог. Тем, кто подделывал печать об уплате данного налога, полагалась смертная казнь.
Сразу же после введения налога на шляпы разгорелись споры по поводу того, какой головной убор можно назвать шляпой, а какой — нет. Поэтому в 1804 году налог стал взиматься с любого головного убора, а в 1811 году он был упразднён.
Данный налог был не единственным, который касался предметов быта в Великобритании. Самый известный из них — налог на окна, существовавший с 1697 по 1851 годы, а также: налог на игральные кости (1711—1862), налог на календари (1711—1834), налог на обои (1712—1836), налог на кирпич (1784—1850), налог на перчатки (1785—1794),  налог на пудру (налог на пудру для волос, 1786—1869) и налог на духи (1786—1800).